# LMG 60-DE
LMG 60-DE bezeichnet einen Schiffstyp von Doppelendfähren. Von dem Typ wurden zwei Einheiten für die norwegische Reederei Norled gebaut.

## Geschichte
Die Fähren des Typs wurden im Juni 2019 bestellt. Sie werden auf der türkischen Werft Ada Shipyard in Tuzla gebaut. Die erste Einheit wurde im Juli 2021 an die Reederei abgeliefert, die zweite im November 2021.
Die Fähren verbinden die im Boknafjord liegenden Inseln Ombo, Nord-Hidle, Helgøy, Halsnøy, Finnøy und Fogn miteinander. Norled betreibt die Fährverbindung im Auftrag von Kolumbus.

## Beschreibung
Die Fähren werden von vier Volvo-Penta-Dieselmotoren des Typs D16 mit jeweils 405 kW Leistung angetrieben. Die Motoren wirken jeweils paarweise über ein Untersetzungsgetriebe auf eine Schottel-Propellergondel mit Festpropeller an den beiden Enden der Fähren. Für die Stromerzeugung stehen zwei von Volvo-Penta-Dieselmotoren des Typs D5 mit jeweils 86 kW Leistung angetriebene Generatoren zur Verfügung. Die Motoren werden mit Biodiesel betrieben. Die Schiffe sind für den Betrieb mit Wasserstoff vorbereitet.
Die Fähren verfügen über ein durchlaufendes Fahrzeugdeck mit vier Fahrspuren. Das Fahrzeugdeck kann mit maximal 252 t belastet werden. Die maximale Achslast beträgt 13 t. Das Fahrzeugdeck ist im mittleren Bereich mit den Decksaufbauten überbaut. Auf dem unteren Deck befinden sich die Einrichtungen für die Passagiere. Darüber befindet sich ein Deck unter anderem mit Einrichtungen für die Schiffsbesatzung. Das Steuerhaus ist mittig auf die Decksaufbauten aufgesetzt.

## Schiffe
| LMG 60-DE | LMG 60-DE | LMG 60-DE  | LMG 60-DE                                       |
| Bauname   | Baunummer | IMO-Nummer | Kiellegung Stapellauf Ablieferung               |
| --------- | --------- | ---------- | ----------------------------------------------- |
| Hidle     | 120       | 9897688    | 2. März 2020 8. November 2020 9. Juli 2021      |
| Ombo      | 121       | 9897614    | 2. März 2020 6. November 2020 23. November 2021 |

Die Schiffe fahren unter der Flagge Norwegens. Heimathafen ist Stavanger.